# Sho Araki
Sho Araki (荒木 翔 Araki Sho?), född 25 augusti 1995 i Kanagawa prefektur, är en japansk fotbollsspelare.
Araki började sin karriär 2018 i Ventforet Kofu.